# Bacabal Esporte Clube
El Bacabal Esporte Clube es un equipo de fútbol de Brasil que juega en el Campeonato Maranhense de Segunda División, la segunda categoría del estado de Maranhao.

## Historia
Fue fundado el 14 de mayo de 1974 en el municipio de Bacabal, en el interior del estado de Maranhao y ese mismo año se afilia a la Federación de Fútbol de Maranhao y a partir de ese momento participa en los torneos estatales.
En 1995 participa por primera vez en el Campeonato Brasileño de Serie C, su primer torneo a escala nacional, en el que fue uno de los cinco equipos que representaron al estado, en el cual fue eliminado en la primera ronda terminando en el puesto 87 entre 107 participantes; y en 1996 gana el Campeonato Maranhense por primera vez, con lo que es el primer equipo del interior del estado en ser campeón.
En 2008 gana la Copa de Sao Luis, con lo que logra clasificar para el Campeonato Brasileño de Serie C por segunda ocasión, en esta ocasión vuelve a ser eliminado en la primera ronda al terminar en tercer lugar del Grupo 3, solo un punto detrás del Paysandu SC del estado de Pará y de la clasificación.

## Palmarés
- Campeonato Maranhense: 1

1996
- Copa FMF: 2

1991, 2008

## Jugadores

### Jugadores destacados
- Adílio
- Andrade
- Sérgio Manoel
- Donizete Amorim
- Yan
- Dutra
- Tico Mineiro